# St. Bartholomäus (Přebuz)

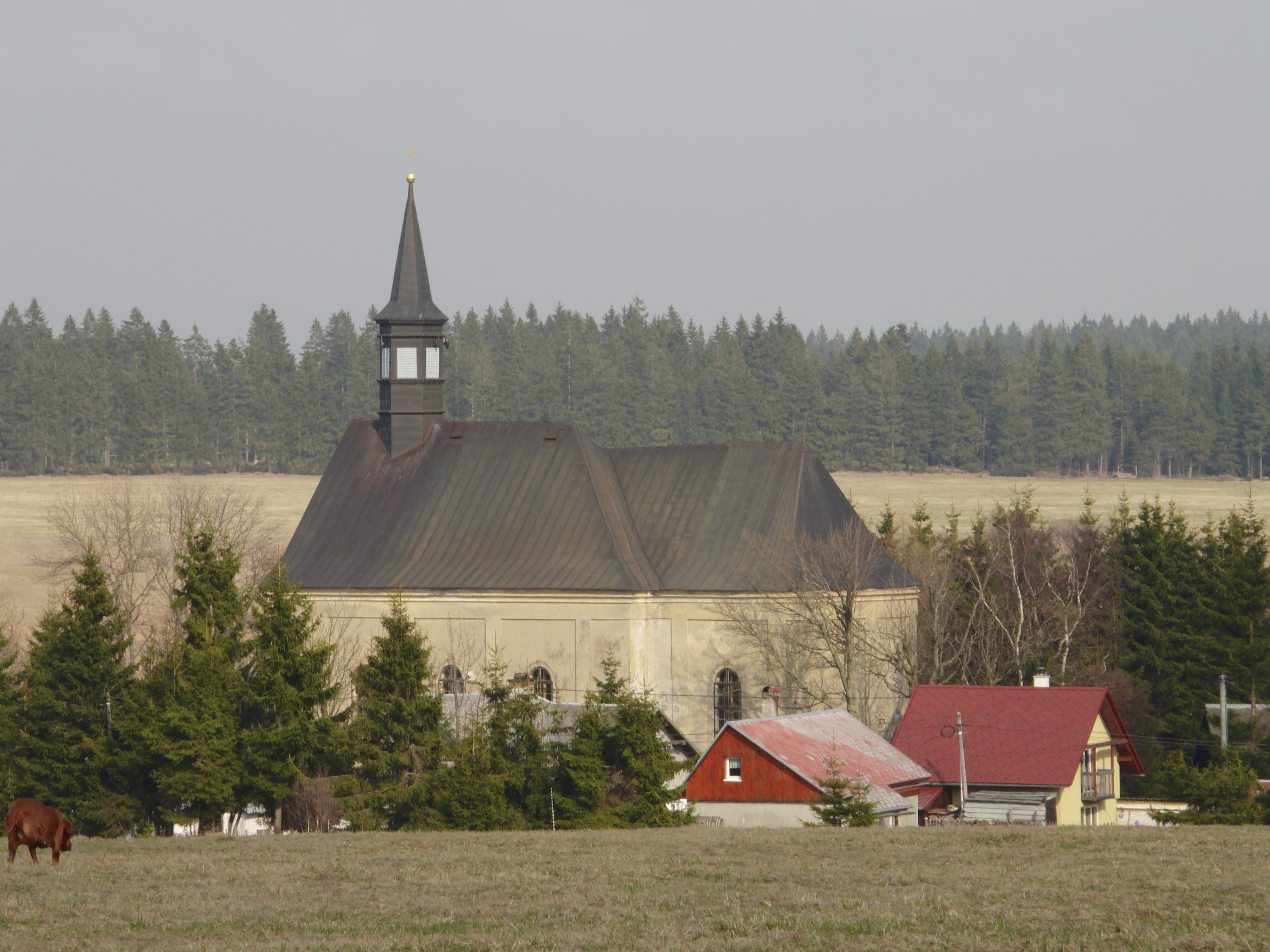
Panorama

Die römisch-katholische Pfarrkirche St. Bartholomäus (tschechisch Kostel sv. Bartoloměje) in der tschechischen Stadt Přebuz (deutsch Frühbuß) ist ein spätbarocker Kirchenbau, der in den Jahren 1779 bis 1787 errichtet wurde und seit 1958 ein geschütztes Kulturdenkmal ist.

## Geschichte

### Vorgängerbau
Obwohl schriftliche Zeugnisse fehlen, soll der Ort im 14. Jahrhundert von deutschen Bergleuten als dauerhafte Wohnsiedlung gegründet worden sein. Bei der heutigen Kirche handelt sich bereits um den dritten Sakralbau in Frühbuß. Nach dem örtlichen Gerichtsbuch von 1543 gab es in Frühbuß, das ehemals zum Pfarrsprengel Neudek und danach zum Pfarrsprengel Heinrichsgrün gehörte, im Jahre 1555 eine eigene Kirche oder Kapelle (anderen Angaben zufolge schon um 1500). Möglicherweise könnte die Existenz eines ersten Gotteshauses noch früher anzusetzen sein. Darauf deutet ein erhaltenes spätgotisches Taufbecken aus dem 15. Jahrhundert, sowie das angebliche Gründungsjahr der Bergbausiedlung 1347 hin. In den Jahren 1567 und 1586 wird außerdem eine Pfarre bzw. Pfarrhaus erwähnt. Seit wann die Kirche unter dem Patrozinium des heil. Apostels Bartholomäus steht, ist nicht bekannt. Bereits 1552 ließ Graf Viktorin Schlick I. hier mit Johannes Frentzel aus Lößnitz einen lutherischen Prediger einsetzen. Die alte Kirche mit umgebenden Friedhof muss sich auf Grundstück des Hauses Nr. 162 befunden haben, wie Bauarbeiten vor 1945 auf dem Gelände, wo man menschliche Knochen und Gerippe fand, belegen.
Ein zweiter Kirchenbau wurde um das Jahr 1578 errichtet. So ist in den Eintragungen des örtlichen Gerichtsbuches vom 24. August 1578 zu lesen, das Georg Lorenz auf Befehl des Patronatsherren Grafen Viktorin Schlick II. mit Wissen und Willen des Gerichts und der vier Viertelmeister ein Stück Gemeindegrund für einen Kirchenneubau verliehen bekam. Am 1. Oktober 1606 berief der damalige Grund- und Patronatsherr Niklas von Globen den Magister Adam Zephelius aus Falkenau zum Predigtamt von Frühbuß und Schönlind. Im Zuge der Gegenreformation, mit der Vertreibung des letzten protestantischen Pfarrers Matthäus Betulius 1624 aus Frühbuß wurde das Gotteshaus für den katholischen Gottesdienst verwendet. Die nun katholische Pfarre war vorläufig unbesetzt und wurde von der Pfarrei Heinrichsgrün mitbetreut. Jedoch blieb die Bevölkerung zunächst überwiegend lutherisch. So gab es noch 1672 im Ort 400 „Ketzer“, die meist in die evangelischen Kirchen von Klingenthal oder Markneukirchen zur Messe gingen, dem gegenüber standen nur 22 „Bekehrte“. Dies sollte sich erst 1679 mit der Anstellung eines eigenen Seelsorges für Frühbuß, des Paters Daniel Joseph Mayer ändern, dem es gelang, bis zum Jahre 1684 394 Protestanten zum Katholizismus zu bekehren. Am 17. Juni 1766 übernachtete Kaiser Joseph II. im örtlichen Pfarrhaus und wohnte am darauf folgenden Morgen einer hl. Messe in der Kirche bei. Da die Kirche und Pfarrei zu diesem Zeitpunkt baufällig war, gab wohl der Kaiser die Anregung zur Errichtung eines neuen Gotteshauses.

### Gegenwärtiger Kirchenbau

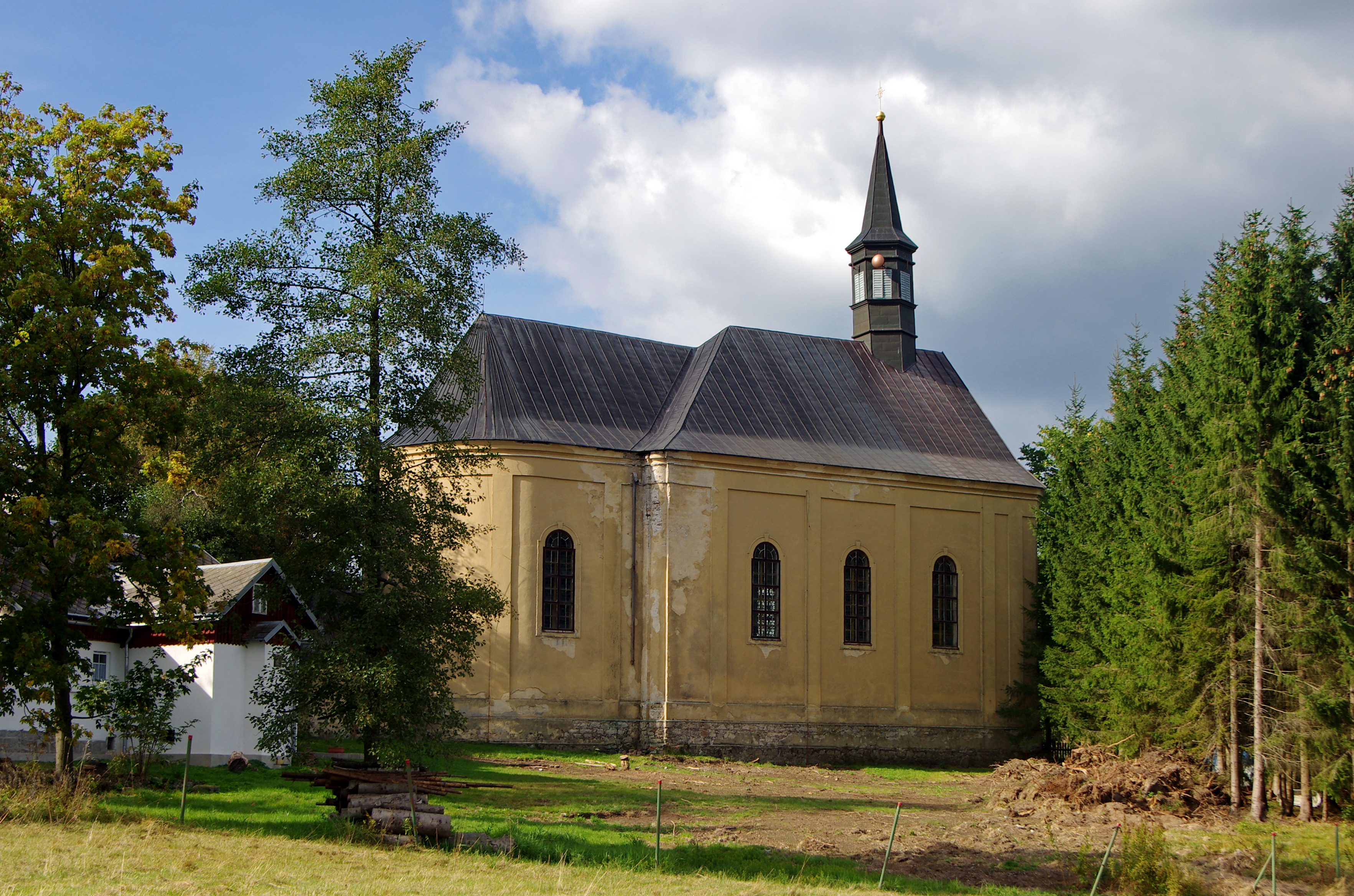
Kirchenschiff

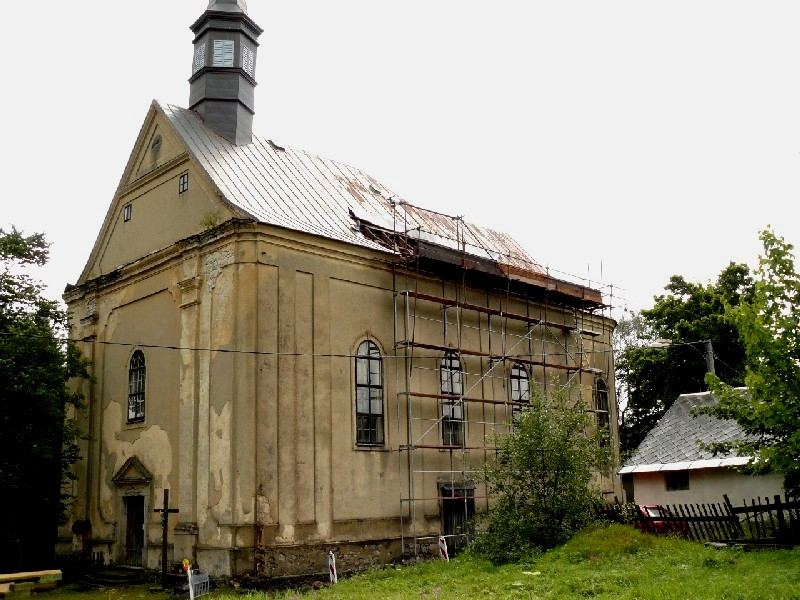
Zustand 2010 mit Baugerüst

Der Grundstein für den heutigen Kirchenbau, der sich auf der rechten Seite unter dem großen Tor befindet, wurde im Jahre 1779 gelegt. Dabei wurde zum Gedenken ein Marientaler und weitere Münzen in ein ausgehauenes Behältnis des Steins der die Jahreszahl 1779 trägt, eingemauert. Die Bauaufsicht hatte der damalige Kantor und Schulaufseher Wenzel Krisch, der den Bauplatz von seinem eigenen Garten zur Verfügung stellte. Die Pläne stammen von den Baumeister Johann Andreas Leistner aus Falkenau. Der Baukosten beliefen sich auf 6541 Gulden und wurden von den Pfarreien Falkenau, Graslitz, Heinrichsgrün, Schönlind und Schönau aufgebracht. Von der Obrigkeit, der Herrschaft Heinrichsgrün, kam nur das Bauholz im Wert von 300 Gulden. Die Bauarbeiten waren erst 1787 abgeschlossen. Beim verheerenden Stadtbrand vom 25. Juli 1869 blieb die Kirche unversehrt. Eine letzte umfassende Renovierung fand in den Jahren 1936 bis 1938 statt. Dabei wurde der Außenputz erneuert und das Schindeldach durch ein Schieferdach ersetzt. Nach der Vertreibung der deutschen Bevölkerung war die Kirche lange unbenutzt und befindet sich seither in einem sanierungsbedürftigen Zustand. So war das Kirchendach letztmals 1965 repariert worden. Durch die eintretende Feuchtigkeit hatten sich im Kircheninneren Wasser- und Stockflecken gebildet. Im Jahre 2012 wurden dank Spenden von ehemaligen deutschen Einwohnern und finanziellen Zuwendungen des Kulturministeriums der Tschechischen Republik sowie der Gemeinde eine dringende Instandsetzung des Daches durchgeführt. Nach wie vor (Stand 2025) befindet sich die Kirche in einem ruinösen Zustand und bedarf einer umfassenden Sanierung. Nur ab und zu finden noch Gottesdienste statt. 

## Architektur
Die Kirche besitzt eine einseitige rechteckige Struktur mit einem halbkreisförmigen Abschluss des Presbyteriums und einer rechteckigen Sakristei. Die Westfassade ist durch zwei Pilaster geteilt. Das Portal mit der Jahreszahl 1787 ist mit einem dreieckigen Schild abgeschlossen.

## Ausstattung

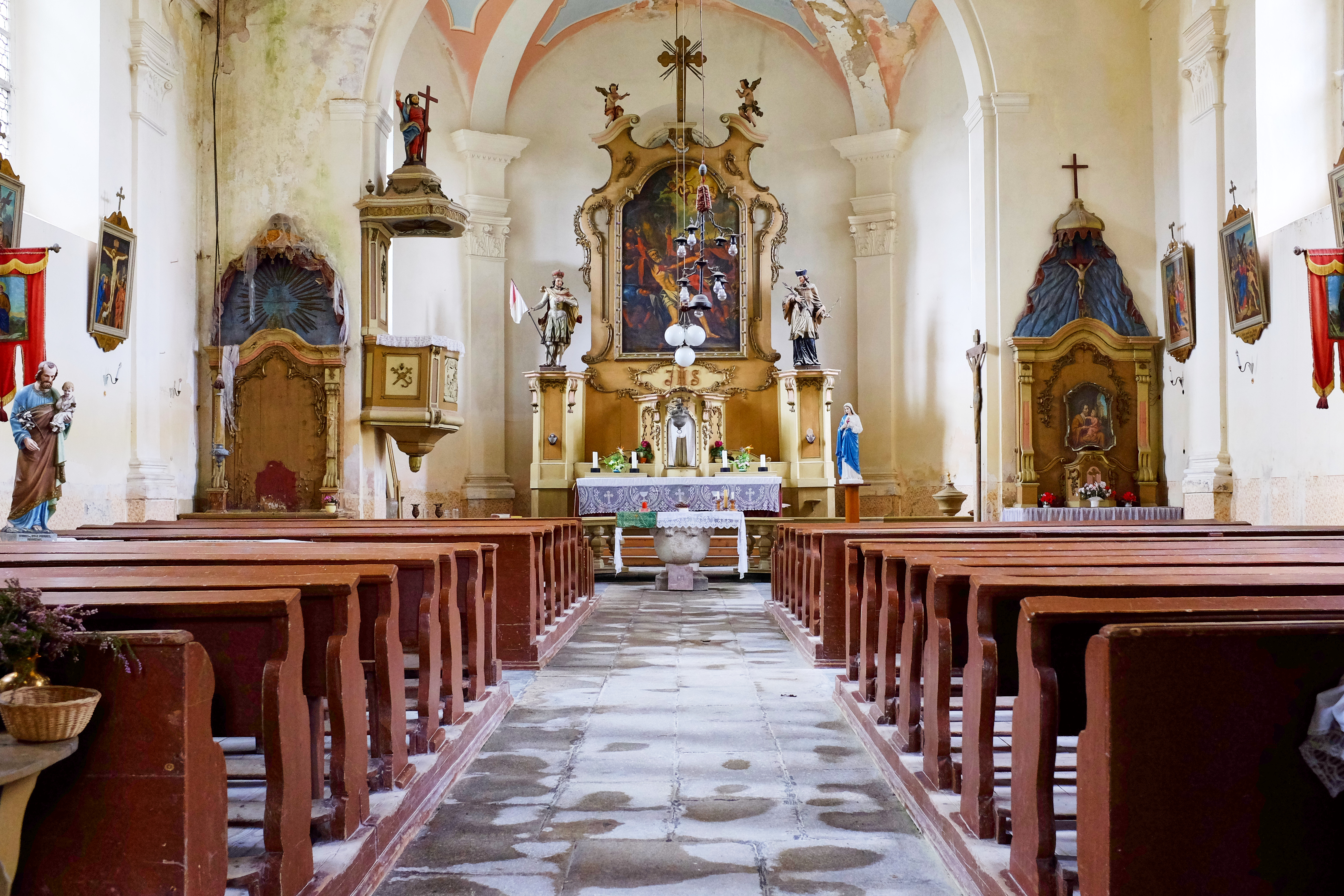
Innenansicht

Im Kircheninneren befindet sich ein spätgotisches steinernes Taufbecken aus dem 15. Jahrhundert sowie ein seltenes gotisches polychromes Kruzifix aus der Zeit um 1500. Der spätbarocke Hauptaltar, gestiftet von dem Bürger Franz Funk, wurde in Eger gefertigt. Das Bildnis des hl. Bartholomä schuf der Maler Franz Sattler aus Heinrichsgrün. Die gezimmerte Kanzel stammte von einem Tischler aus Falkenau. Ein Gemälde das Frühbuß nach dem Stadtbrand zeigt, wurde von Richard Dotzauer gespendet. Die barocke Orgel ist von 1828. Im Turm hängt eine wertvolle Renaissanceglocke aus Zinnbronze, die 1565 von Meister Wolfgang Hilger aus Bärringen gegossen wurde. Sie hat einen Durchmesser von 650 mm und ein Gewicht von 160 kg. Die Aufschrift lautet: „VERBUM DEI MANET IN AETERNUM“.

## Bestattungen
In der Kirche bei der Chorzelle befindet sich ein Granitgrabstein mit der Signatur „W.K.C“ und der Jahreszahl 1779. Dort wurde der Geistliche Wenzel Krisch bestattet, Sohn des gleichnamigen Kantors, der dreieinhalb Jahre Kaplan in Neurohlau war und etwa zur gleichen Zeit starb als der Bau der Kirche begonnen wurde.